# Тернеція
Тернеція (від Gymnocorymbus ternetzi) — вид прісноводних риб родини харацинових, живе в річках Мату-Гросу, Ріо-Парагвай і Ріо-Негро. Уперше до Європи була завезена в 1993 році. Цей біологічний вид легко акліматизувався в неволі, охоче нереститься і залишає численне потомство.

## Опис
Тернеція — срібляста з трьома чорними поперечними смугами з боків, одна з яких перетинає очі. Самці дрібніші за самок, майже чорні, мають більш загострений спинний плавець. Риба мирна, зграєва. Плаває на всіх рівнях.
Дорослі тернеції сягають завдовжки 3,5 — 4,5 см. Тіло плоске, забарвлення темно-срібляста, вздовж тіла розташовані три чорні смуги. Одна з них проходить через око, друга — біля закінчення зябр, третя — від початку верхнього плавця. Решта тіла — від третьої смуги, включаючи верхні і анальний плавники, чорна, що створює враження спіднички. Грудні́, хвостовий і черевні плавці досить прозорі. Анальний плавець нагадує чорне розгорнуте віяло. Ці рибки досить енергійні, рухливі, плавають окремими зграйками, часто нападаючи одна на іншу.
Дорослі риби зберігабть темне забарвлення лише при утриманні їх у темряві, на світлі чорне забарвлення перетворюється на сірувато-сріблясте. Акваріумістами виведено вуалеву форму тернеції.

## Розмноження
З харацинових риб найлегше розводити тернецій.
Тернеція є рибою, що відкладає ікру, прийнятною для її нересту температура є 25-27 ° C, твердість води 4 °, pH 6,8-7,0. Нерест у тернецій парний (іноді практикується зграєю). Самця і самку садять в нерестовий акваріум, бажано місткістю не менше 40 л, на дно якого поміщаються акваріумні рослини або капронова сітка, яка повинна мати отвори достатні для того, щоб падаючі ікринки вільно проходили крізь осередки сітки, і в той же час недостатньо великі для того, щоб риба змогла прослизнути між ними і дістатися до ікри.
Пара тернецій може зробити за один нерест до 1000, а іноді і до 2000 ікринок, після нересту виробників відкидають. Інкубаційний період триває 24-36 годин, після цього з'являються личинки, через 3-5 днів личинки тернеції перетворюються у мальків, починають вільно плавати і брати корм. Пуголовків тернеції слід сортувати за розміром і розсаджувати для запобігання канібалізму.

## Цікаві факти
- Як і всі харацініди, тернеції можуть змінювати забарвлення при погіршенні умов існування: від переляку вони набувають сріблясто-бруднуватий відтінок всього тіла.